# Balázs Megyeri
Balázs Megyeri (Budapest, 31 marzo 1990) è un calciatore ungherese, portiere del Debrecen.

## Palmarès

### Club

#### Competizioni nazionali
- Campionato greco: 5

Olympiakos: 2010-2011, 2011-2012, 2012-2013, 2013-2014, 2014-2015
- Coppa di Grecia: 3

Olympiakos: 2011-2012, 2012-2013, 2014-2015